# Klierstaartzalmen
Klierstaartzalmen (Glandulocaudinae) zijn een onderfamilie uit de orde van de Characiformes (Karperzalmachtigen).

## Geslachten
- Acrobrycon Eigenmann & Pearson, 1924
- Argopleura Eigenmann, 1913
- Chrysobrycon Weitzman & Menezes, 1998
- Corynopoma Gill, 1858
- Diapoma Cope, 1894
- Gephyrocharax Eigenmann, 1912
- Glandulocauda Eigenmann, 1911
- Hysteronotus Eigenmann, 1911
- Iotabrycon Roberts, 1973
- Landonia Eigenmann & Henn, 1914
- Lophiobrycon Castro, Ribeiro, Benine & Melo, 2003
- Mimagoniates Regan, 1907
- Phenacobrycon Eigenmann, 1922
- Planaltina Böhlke, 1954
- Pseudocorynopoma Perugia, 1891
- Pterobrycon Eigenmann, 1913
- Ptychocharax Weitzman, Fink, Machado-Allison & Royero-L., 1994
- Scopaeocharax Weitzman & S. V. Fink, 1985
- Tyttocharax Fowler, 1913
- Xenurobrycon Myers & Miranda-Ribeiro, 1945